# Nançay
Nançay – miejscowość i gmina we Francji, w Regionie Centralnym, w departamencie Cher.
Według danych na rok 1990 gminę zamieszkiwały 784 osoby, a gęstość zaludnienia wynosiła 7 osób/km² (wśród 1842 gmin Regionu Centralnego Nançay plasuje się na 496. miejscu pod względem liczby ludności, natomiast pod względem powierzchni na miejscu 1.).